# Saeed Jaffrey
Saeed Jaffrey (Índia, 8 de janeiro de 1929 — Londres, 15 de novembro de 2015) foi um ator britânico-indiano. Teve papéis no rádio, teatro, televisão e cinema por mais de seis décadas e mais de 150 filmes britânicos, americanos e indianos. Durante as décadas de 1980 e 1990, ele foi considerado o ator asiático de maior sucesso da Grã-Bretanha, graças a seus papéis principais no filme My Beautiful Laundrette (1985) e na série de televisão The Jewel in the Crown (1984), Tandoori Nights (1985) –1987) e Little Napoleons (1994). Ele desempenhou um papel fundamental na reunião dos cineastas James Ivory eIsmail Merchant  e atuou em vários de seus filmes Merchant Ivory Productions, como The Guru (1969), Hullabaloo Over Georgie e Bonnie's Pictures (1978), The Courtesans of Bombay (1983) e The Deceivers ( 1988).
Ele estreou no cinema indiano com Shatranj Ke Khilari (1977), de Satyajit Ray, pelo qual ganhou o prêmio de melhor ator coadjuvante da Filmfare em 1978. Sua participação especial como o paanwala Lallan Miyan em Chashme Buddoor (1981) lhe rendeu popularidade junto ao público indiano. Ele se tornou um nome familiar na Índia, com seus papéis em Raj Kapoor 's Ram Teri Ganga Maili (1985) e Henna (1991), ambos os quais lhe valeram indicações ao Prêmio Filmfare Melhor Ator Coadjuvante.
Ele foi o primeiro asiático a receber indicações para prêmios de cinema britânico e canadense. Em 1995, ele foi premiado com um OBE em reconhecimento aos seus serviços para o teatro, o primeiro asiático a receber esta homenagem. Suas memórias, Saeed: An Actor's Journey, foram publicadas em 1998. Ele morreu em um hospital em Londres em 15 de novembro de 2015, após um colapso devido a uma hemorragia cerebral em sua casa.  Ele recebeu postumamente o prêmio Padma Shri em janeiro de 2016.

## Filmografia
| Ano  | Título                                  | Personagem                                     | Notas        |
| ---- | --------------------------------------- | ---------------------------------------------- | ------------ |
| 1958 | Stalked                                 |                                                |              |
| 1969 | The Guru                                | Murad                                          |              |
| 1971 | The Horsemen                            |                                                |              |
| 1972 | Tanhai                                  |                                                |              |
| 1975 | The Wilby Conspiracy                    | Dr. Anil Mukarjee, Indian Dentist              |              |
| 1975 | The Man Who Would Be King               | Billy Fish                                     |              |
| 1977 | Shatranj Ke Khilari (The Chess Players) | Mir Roshan Ali                                 |              |
| 1978 | Death on the Nile                       |                                                |              |
| 1980 | Ek Baar Phir                            | Saeed                                          |              |
| 1981 | Sphinx                                  | Selim                                          |              |
| 1981 | Chashme Buddoor                         | Lalan Mian                                     |              |
| 1982 | Star                                    | Rana                                           |              |
| 1982 | Gandhi                                  | Sardar Valabhhai Patel                         |              |
| 1982 | Aagaman                                 |                                                |              |
| 1983 | Romance                                 |                                                |              |
| 1983 | Masoom                                  | Suri                                           |              |
| 1983 | Mandi                                   | Agarwal                                        |              |
| 1983 | Kissi Se Na Kehna                       | Lalaji                                         |              |
| 1983 | Ek Din Bahu Ka                          |                                                |              |
| 1983 | The Courtesans of Bombay                |                                                |              |
| 1984 | Asambhava                               |                                                |              |
| 1984 | The Far Pavilions                       | Biju Ram                                       |              |
| 1984 | Mashaal                                 | Kishori Lal                                    |              |
| 1984 | The Jewel in the Crown                  |                                                |              |
| 1984 | Bhavna                                  |                                                |              |
| 1984 | The Razor's Edge                        | Raaz                                           |              |
| 1984 | A Passage to India                      | Hamidullah                                     |              |
| 1985 | Karishma Kudrat Ka                      | Lala Dayaluram                                 |              |
| 1985 | Cricketer                               |                                                |              |
| 1985 | Ram Teri Ganga Maili                    | Kunj Bihari                                    |              |
| 1985 | Saagar                                  | Mr. D'Silva                                    |              |
| 1985 | My Beautiful Laundrette                 | Nasser Ali                                     |              |
| 1985 | Jaanoo                                  | Shastri                                        |              |
| 1985 | Phir Aayee Barsaat                      | Rajhan - Anuradha's father                     |              |
| 1986 | Qatl                                    | Juiz                                           |              |
| 1986 | Kala Dhanda Goray Log                   | Pinto Ustad                                    |              |
| 1986 | On Wings of Fire                        | Jadav Rana                                     |              |
| 1987 | Jalwa                                   | Yakub Saeed                                    |              |
| 1987 | Partition                               |                                                |              |
| 1987 | Awaam                                   |                                                |              |
| 1987 | Khudgarz                                | Brij Bhushan Saxena                            |              |
| 1987 | Beyond the Next Mountain                | Prasad                                         |              |
| 1987 | Aulad                                   | Anand's chacha                                 |              |
| 1988 | Kab Tak Chup Rahungi                    |                                                |              |
| 1988 | Vijay                                   | Inder Sen Gujral                               |              |
| 1988 | Just Ask for Diamond                    | Mr. Patel                                      |              |
| 1988 | The Deceivers                           | Hussein                                        |              |
| 1988 | Hero Hiralal                            | Aziz Bhai                                      |              |
| 1988 | Khoon Bhari Maang                       | Mr. Saxena                                     |              |
| 1988 | Pyasi Atma                              |                                                |              |
| 1988 | Ek Aadmi                                |                                                |              |
| 1989 | Eeshwar                                 | Masterji                                       |              |
| 1989 | Manika, une vie plus tard               | Père Provincial                                |              |
| 1989 | Daata                                   | Dinanath                                       |              |
| 1989 | Aakhri Ghulam                           | Fakeer                                         |              |
| 1989 | Hisaab Khoon Ka                         | Diwanji                                        |              |
| 1989 | Chaalbaaz                               | Vishwannath                                    |              |
| 1989 | Ram Lakhan                              | Comissário de Polícia Arun Kashyap             |              |
| 1990 | Yadoon Ka Mausam                        |                                                |              |
| 1990 | Naya Khoon                              | Veerendra Pratap Rai                           |              |
| 1990 | Aandhiyan                               | Shakuntala's father                            |              |
| 1990 | Dil                                     | Mr. Mehra                                      |              |
| 1990 | Shandaar                                |                                                |              |
| 1990 | Pathar Ke Insan                         | Balwant Rai                                    |              |
| 1990 | Kishen Kanhaiya                         | Vidhya Charan                                  |              |
| 1990 | Ghar Ho To Aisa                         | Ramprasad Kumar                                |              |
| 1990 | After Midnight                          | Jas                                            |              |
| 1991 | Yaara Dildara                           |                                                |              |
| 1991 | Gunehgar Kaun                           | Rai Bahadur Diwan                              |              |
| 1991 | Ajooba                                  | Ameer Baba                                     |              |
| 1991 | Afsana Pyar Ka                          | Anand Verma                                    |              |
| 1991 | Henna                                   | Khan Baba                                      |              |
| 1991 | Indrajeet                               | Seth Din Dayal                                 |              |
| 1991 | Masala                                  | Lallu Bhai Solanki / Mr. Tikkoo / Lord Krishna |              |
| 1992 | Jai Kaali                               | Bankelal Chaurasia                             |              |
| 1992 | Vansh                                   | Comissário de Polícia                          |              |
| 1992 | Suryavanshi                             | J.B.                                           |              |
| 1992 | Nishchay                                | Suryakant Gujral                               |              |
| 1992 | Laat Saab                               | Ajay Kumar 'Raja Saab' Rai                     |              |
| 1993 | Anmol                                   | S.J                                            |              |
| 1993 | 15 August                               |                                                |              |
| 1993 | Ek Hi Raasta                            | Colonel Choudhry                               |              |
| 1993 | Aulad Ke Dushman                        | Bade Pa                                        |              |
| 1993 | Balmaa                                  |                                                |              |
| 1993 | Aashiq Awara                            | Kedarnath                                      |              |
| 1993 | Aaina                                   | Mr. Gupta                                      |              |
| 1993 | Reyasat                                 | Thakur Dhirendra Pratap                        |              |
| 1994 | Dilwale                                 | Comissário de Polícia                          |              |
| 1994 | Baali Umar Ko Salaam                    | Jaalan 'Jaalu'                                 |              |
| 1994 | Salaami                                 | Mr. Oberoi                                     |              |
| 1994 | Yeh Dillagi                             | Bhanupratap Saigal                             |              |
| 1994 | Bollywood                               |                                                |              |
| 1994 | Deewana Sanam                           |                                                |              |
| 1995 | Sauda                                   | Prakash's uncle                                |              |
| 1995 | Jai Vikraanta                           | Comissário de Polícia                          |              |
| 1995 | Param Vir Chakra                        |                                                |              |
| 1995 | Prem                                    | R.K. Jetley                                    |              |
| 1995 | Saajan Ki Baahon Mein                   | Ranjit Singh                                   |              |
| 1995 | Guddu                                   | Qawwali Singer                                 |              |
| 1995 | Veergati                                | Pai de Pooja                                   |              |
| 1995 | Angrakshak                              | Sanghvi                                        |              |
| 1995 | Gambler                                 | SP Kulkarni                                    |              |
| 1995 | Vartmaan                                |                                                |              |
| 1995 | Trimurti                                | Bhanu                                          |              |
| 1995 | Kartavya                                | Ramakant Sahay                                 |              |
| 1995 | Ravanraaj                               |                                                |              |
| 1995 | Reshma                                  |                                                |              |
| 1996 | English Babu Desi Mem                   | Advogado de Madadgar                           |              |
| 1996 | Bambai Ka Babu                          | Pai da Vicky                                   |              |
| 1996 | Megha                                   | Jai kishan                                     | Sem créditos |
| 1996 | Lulu                                    |                                                |              |
| 1996 | Jaan                                    | Roshanlal                                      |              |
| 1996 | Bandit Lovers                           |                                                |              |
| 1997 | Judaai                                  | Mr. Sinha                                      |              |
| 1997 | Mahaanta                                | Comissário de Polícia                          |              |
| 1997 | Ek Phool Teen Kante                     |                                                |              |
| 1997 | Deewana Mastana                         | Nandkishore Sharma                             |              |
| 1997 | The Journey                             | Ashok                                          |              |
| 1997 | Udaan                                   | Mr. Sahay                                      |              |
| 1997 | Uff! Yeh Mohabbat                       | Viren Verma                                    |              |
| 1997 | Raja Ki Aayegi Baraat                   | Rai Bahadur                                    |              |
| 1997 | Naseeb                                  | Dharamdas Bajaj                                |              |
| 1997 | Mohabbat                                | Madanlal Kapoor                                |              |
| 1997 | Dil Deewana Maane Na                    |                                                |              |
| 1998 | Aunty No. 1                             | Colonel Sadanand Dhongre                       |              |
| 1998 | Jab Pyaar Kisise Hota Hai               | Komal's father                                 |              |
| 1998 | Angaar Vadee                            |                                                |              |
| 1998 | Achanak                                 | Yashpal Nanda                                  |              |
| 1998 | Guru in Seven                           |                                                |              |
| 1998 | Dildaara                                | Karan Singh                                    |              |
| 1998 | Kashmir Angarvadi                       |                                                |              |
| 1999 | Amruta                                  |                                                |              |
| 2000 | Being Considered                        | Raj                                            |              |
| 2000 | Second Generation                       | Saeed                                          |              |
| 2001 | On Wings of Fire                        | Jadav Rana, the Hindu king                     |              |
| 2001 | Albela                                  | Ambassador Heinz                               |              |
| 2001 | Mr In-Between                           | Mr. Basmati                                    |              |
| 2002 | Snapshots                               | Ibrahim                                        |              |
| 2002 | Mad Dogs                                | Prophet                                        |              |
| 2002 | Pyar Ki Dhun                            | Mr. Shah                                       |              |
| 2002 | Day of the Sirens                       | Albert Page                                    |              |
| 2003 | Cross My Heart                          | Subhash                                        |              |
| 2004 | Kaun Hai Jo Sapno Mein Aaya             |                                                |              |
| 2005 | Chicken Tikka Masala                    | C. P. Chopra                                   |              |
| 2005 | Zoltan the Great                        | Zoltan                                         |              |
| 2006 | Bhavishya, The Future                   | Ele mesmo                                      |              |
| 2008 | Bunker Hill                             | Mr. Farook                                     |              |
| 2009 | Sanam Teri Kasam                        | Vikram Verma                                   |              |
| 2011 | Everywhere and Nowhere                  | Zaf's Dad                                      |              |